# マルティン・トゥルノフスキー
マルティン･トゥルノフスキー（Martin Turnovský, 1928年9月29日 - 2021年5月19日）は、チェコの指揮者。プラハ出身。

## 略歴
プラハ音楽院でアンチェルに指揮を学んだ。1958年にはフランスのブザンソン国際指揮者コンクールで優勝。1967年にはチェコ・フィルハーモニー管弦楽団と録音したマルティヌーの交響曲第4番で、レコードグランプリを受賞。ドレスデン国立歌劇場及び同管弦楽団の音楽総監督を1966年より務めるも、就任中の1968年8月におきたチェコ事件によりドレスデンでの職を辞し、チェコも去ってオーストリアへ移住。その後世界各地のオーケストラを客演後、1992年に民主化したチェコへ再び戻る。息子シュテファン・トゥルノフスキーはウィーン・フィルハーモニー管弦楽団のファゴット奏者。1998年4月からは群馬交響楽団首席客演指揮者に就任し現在に至る。ドヴォルザークやマルティヌーといった自国の作品のみならず、ブラームスやブルックナーにおいても高い評価を得ており、明快かつ実直な中にも、力強くスケールの大きな音楽を聴かせることのできる隠れた大指揮者である。1978年初来日。
2021年5月19日、オーストリア・ウィーンで死去。92歳没。